# Areal (kommun)
Areal är en kommun i Brasilien.   Den ligger i delstaten Rio de Janeiro, i den sydöstra delen av landet, 900 km sydost om huvudstaden Brasília. Antalet invånare är 11 423.
Följande samhällen finns i Areal:
- Areal

Omgivningarna runt Areal är huvudsakligen savann. Runt Areal är det ganska tätbefolkat, med 108 invånare per kvadratkilometer.